# Фиппс, Грейс
Грейс Викто́рия Фиппс (англ. Grace Victoria Phipps, род. 4 мая 1992, Остин), с 2017 года известная под псевдонимом Гре́йси Ги́ллам (англ. Gracie Gillam) — американская актриса и певица.

## Ранняя жизнь
Родилась в Остине, Техас, в семье Гиллиама и Кейт Фиппс. У неё есть младший брат Лиам.
Выросла в Берне и Сан-Антонио в Техасе, где окончила старшую школу Роберта Е. Ли и Северо-восточную школу искусств по специальности «мюзикл».

## Карьера
В 2011 году сыграла лучшую подругу главной героини в подростковом телесериале «Девять жизней Хлои Кинг». Сериал был закрыт после одного сезона.
В 2012—2013 годах появилась в десяти эпизодах четвёртого сезона телесериала «Дневников вампира» в роли Эйприл Янг.
В 2013 году появилась в роли байкерши Лейлы в фильме «Лето. Пляж. Кино», оригинальном фильме Disney Channel, где также снялись Росс Линч и Майя Митчелл. Фильм посмотрели 13,5 миллионов зрителей, таким образом он стал вторым по рейтингу кабельным фильмом в истории телевидения. Исполнила в фильме несколько песен, в том числе сольный номер «Falling for Ya». Впоследствии она снялась в фильме-продолжении «Лето. Пляж. Кино 2», которым стал самым просматриваемым телефильмом 2015 года.
В 2015 году снялась вместе с Роненом Рубинштейном в главных ролях в слэшере «Что-то наподобие ненависти» и в триллере «Неупокоенная».
С 2017 по 2018 год исполняла роль сержанта Лилли Мюллер в четвёртом и пятом сезонах сериала The Asylum «Нация Z».

## Личная жизнь
В ноябре 2017 года начала встречаться с коллегой по сериалу «Нация Z» Натом Зангом. В январе 2022 года они объявили о помолвке. Свадьба состоялась в мае 2023 года в Аризоне.

## Избранная фильмография
| Год       |     | Русское название           | Оригинальное название              | Роль                    |
| --------- | --- | -------------------------- | ---------------------------------- | ----------------------- |
| 2011      | ф   | Ночь страха                | Fright Night                       | Би                      |
| 2011      | с   | Девять жизней Хлои Кинг    | The Nine Lives of Chloe King       | Эми Тиффани Мартин      |
| 2012—2013 | с   | Дневники вампира           | The Vampire Diaries                | Эйприл Янг              |
| 2013      | тф  | Лето. Пляж. Кино           | Teen Beach Movie                   | Лейла                   |
| 2013      | с   | Папочка                    | Baby Daddy                         | Меган                   |
| 2013      | с   | Сверхъестественное         | Supernatural                       | Хаэль                   |
| 2013      | кор | Сигнал                     | The Signal                         | Зои                     |
| 2014      | с   | Остин и Элли               | Austin & Ally                      | Бренди Брэкстон         |
| 2015      | с   | Гавайи 5.0                 | Hawaii Five-0                      | Эрика Янг               |
| 2015      | ф   | Неупокоенная               | Dark Summer                        | Мона Уилсон             |
| 2015      | с   | C.S.I.: Киберпространство  | CSI: Cyber                         | Ванесса Гиллерман       |
| 2015      | ф   | Что-то наподобие ненависти | Some Kind of Hate                  | Кейтлин                 |
| 2015      | тф  | Лето. Пляж. Кино 2         | Teen Beach 2                       | Лейла                   |
| 2015      | ф   | Город монстров             | Tales of Halloween                 | Элис                    |
| 2015      | с   | Королевы крика             | Scream Queens                      | молодая Мэнди Гринвелл  |
| 2017—2018 | с   | Нация Z                    | Z Nation                           | сержант Лилли М. Мюллер |
| 2019      | кор |                            | The Lost Weekend                   | Мэгги Мэй               |
| 2020      | тф  |                            | Bound by Law                       | Мелисса                 |
| 2021      | ф   | Суперхозяйка               | Superhost                          | Ребекка                 |
| 2023      | ф   |                            | Murder at the Murder Mystery Party | Джейд Дженсен           |